# Ken Parker
Ken Parker est une série de bande dessinée de western italienne (ou fumetti) créée par le scénariste Giancarlo Berardi et le dessinateur Ivo Milazzo et publiée de 1977 à 1998 par Sergio Bonelli Editore. De très nombreux auteurs ont succédé à Berardi et Milazzo. Milazzo et Berardi ont réalisé deux nouveaux épisodes pour Mondadori Editore en 2013 et 2015.
Ken Parker est un aventurier qui parcourt l'Ouest américain après la fin de la guerre de sécession, défendant les opprimés quels qu'ils soient, souvent contre les forces de l'ordre. L'originalité des thèmes abordés (écologie, homosexualité, religion) pour une série d'aventure tout public et en particulier un western a contribué à son succès immédiat en Italie et ailleurs.